# Represa de Palmar
La Central Hidroeléctrica Constitución, también conocida como represa de Palmar, es una central hidroeléctrica propiedad de la empresa estatal UTE de Uruguay situada en el curso del río Negro. Fue inaugurada el 22 de diciembre de 1981 y puesta en funcionamiento el 27 de agosto de 1982. Se ubica a 72 kilómetros de Mercedes. Puede accederse a la represa y al pueblo Palmar tomando por la ruta N.º 14 y, posteriormente, por la ruta N.º 55 que pasa por encima de la represa, uniendo al departamento de Soriano con el departamento de Río Negro. 

## Historia
La planificación de esta represa se remonta a principios del siglo XX. Hacia 1904 comenzaron los estudios para la utilización de los ríos Negro, Uruguay y Queguay para generación de energía eléctrica. Las investigaciones preliminares mostraron la mayor factibilidad económica del aprovechamiento hidroeléctrico del Río Negro, debido a su caudal, a la proximidad de los centros de consumo y la posibilidad de aprovechar en varias represas el desnivel total de 140 m desde su nacimiento hasta la desembocadura.
Uno de los principales impulsores fue el ingeniero Víctor Sudriers quien, como ministro de Obras Públicas, en 1908 solicitó un estudio a una firma inglesa que culminó en una propuesta de construir una central 171 km. aguas arriba de Paso de los Toros. No aceptada ésta, presentó en 1913 y 1916, con diferentes firmas, solicitudes de concesión para la construcción y explotación de la misma central. En la década de los años 1920 el Ministerio de Obras Públicas contrató asesores extranjeros para estudiar el tema. En 1928, con la intervención de Gabriel Terra en ese entonces miembro del Consejo Nacional de Administración, se aprobó una ley que creó la Comisión Nacional de Estudios Hidráulicos, uno de cuyos miembros fue Sudriers, con el cometido de completar los estudios del aprovechamiento hidroeléctrico del río Negro y realizar estudios análogos en el Salto Grande del río Uruguay y en el río Queguay. En 1929 se contrató al ingeniero alemán Adolfo Ludin, quien presentó un anteproyecto en 1930 para la construcción de una represa en Rincón del Bonete, habiéndose examinado algunos lugares más arriba: isla González, cerro de la Manga, Rincón de Cabrera.
El proyecto definitivo se culminó en 1933. 
La represa Gabriel Terra (Rincón del Bonete), se construyó entre 1937 y 1948. Esta represa fue el primer escalón, y su embalse es la reserva de agua del sistema hidroeléctrico con una capacidad de acumulación equivalente al caudal medio del río durante 135 días. La represa de Baygorria fue el segundo escalón. Su embalse tiene una capacidad de acumulación que equivale a tres días del caudal medio del río en ese lugar. El tercer escalón fue la Central Hidroeléctrica Constitución, con un embalse de capacidad equivalente a 15 días de caudal medio del río en ese lugar.
En 1962 la firma de ingenieros consultores Sofrelec de París comenzó los estudios para Palmar. El mismo se detuvo y recibió un nuevo impulso en 1973 cuando el gobierno uruguayo creó la Comisión Mixta del Palmar (Comipal), a la que se le encomendó la implantación y administración del proyecto.
Su construcción fue dirigida por una comisión presidida por Mario Aguerrondo.[cita requerida]
Un decreto del Poder Ejecutivo emitido el 15 de mayo de 1973 declaraba de interés nacional la construcción de la represa, considerándola como "una necesidad para superar el déficit en la producción de energía eléctrica que padecía la República". En 1976 se abrió la licitación para la construcción. El financiamiento principal fue otorgado por el Banco do Brasil, como resultado del "Tratado de amistad, cooperación y comercio" firmado entre Uruguay y Brasil. A este préstamo se sumaron capitales franceses y una emisión de bonos del tesoro en el mercado local.
La empresa constructora brasileña Mendes Junior S.A. fue la adjudicataria de la obra civil y la francesa Alsthom proporcionó los equipos eléctricos, los alternadores y la infraestructura necesaria para poner en marcha la represa. La construcción comenzó en 1977 y con ella las viviendas para el personal jerárquico, obrero y de servicios que trabajaron en la misma.
La central fue inaugurada oficialmente el 22 de diciembre de 1981, aunque la generación de energía comenzó el 21 de octubre de 1982. Dado que fue inaugurada durante el gobierno cívico-militar (1973-1985), recibió inicialmente el nombre de "Represa 9 de febrero de 1973", fecha de emisión del Comunicado N.º 4 por parte del Ejército y la Fuerza Aérea, que terminaría en el Acuerdo de Boiso Lanza, antecedente del golpe de Estado del 27 de junio de 1973. Por la ley N.º 15.769 del 16 de septiembre de 1985 se cambió el nombre por el actual de "Constitución".

## Características técnicas

### Características generales
- Potencia instalada: 333 MVA
- Superficie de la cuenca: 62.950 km²
- Volumen total del embalse (nivel 40,00 m): 2.854 hm³
- Superficie del embalse (nivel 40,00 m): 320 km²
- Reserva del embalse calculada en días de caudal medio entre nivel 40,00 m y 36,00 m: 15 días
- Precipitación media anual: 1.170 mm
- Salto neto: 27,15 m
- Caudal nominal por máquina: 457,6 m³/s
- Potencia total alternadores: 333 MWA[4]

### Obra civil
- Proyectista: Engevix
- Años de construcción: desde 1977 a 1982
- Constructor: Mendes Junior S.A.
- Puesta en servicio:
  - Unidad 1: 21/10/1982
  - Unidad 2: 27/08/1982
  - Unidad 3: 19/11/1982
- Tipo: PG - presa de gravedad TE - dique de tierra
- Cimentación: roca
- Altura desde la cimentación: 66,00 m
- Cota de coronación: 45,50 m
- Longitud total de la presa: 2.080 m
- Volumen de hormigón: 250.000 m³
- Volumen de relleno – diques: 4.422.000 m³
- Longitud del Vertedero: 140 m
- Longitud de la sala de máquinas: 84,7 m
- Longitud aliviadero: 152 m
- Número de vanos: 8
- Tipo de cierre: Compuerta Radial
- Dimensiones del tablero:
  - Altura: 17,30 m
  - Luz: 14,00 m
- Descarga de agua máxima:19.000 m³/s

### Casa de máquinas
- Cantidad de unidades generadoras: 3
- Potencia máxima por Unidad Generadora (salto 27,15 m): 111 MW

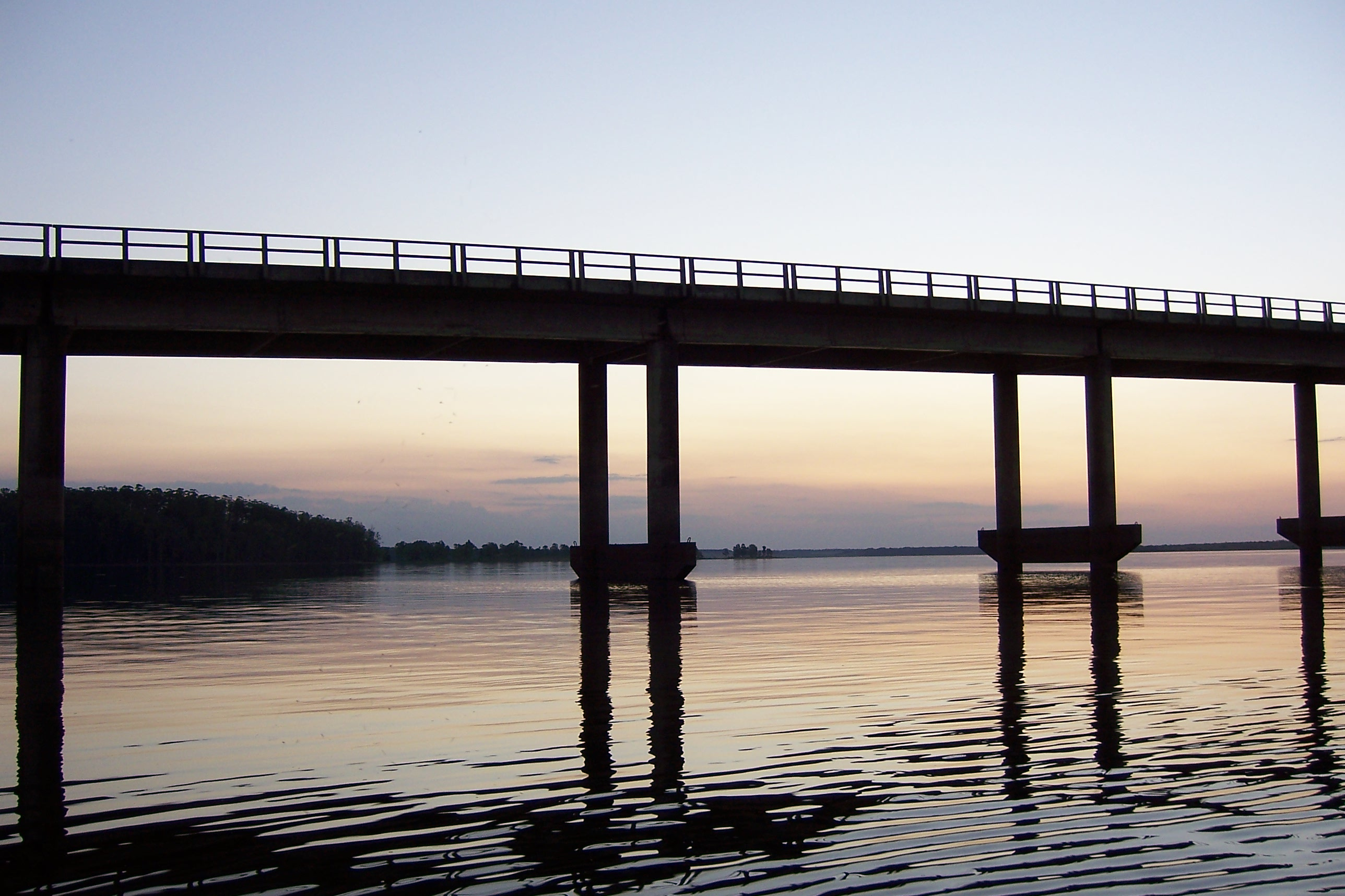
Nuevo puente de la ruta nacional N.º 3 que sustituye al antiguo puente en arco, actualmente sumergido en el Lago de Paso Palmar

- Caudal nominal: 457,6 m³/s
- Salto nominal (caída): 27,15 m
- Velocidad de rotación: 88,2 RPM

## Lago de Paso Palmar
El lago de Paso Palmar es el lago formado a raíz de la construcción de la Central Hidroeléctrica Constitución. Su superficie máxima es de 320 km². Si bien la represa está ubicada en el departamento de Soriano, su embalse limita con los departamentos de Flores, Durazno y Río Negro. 

En torno al lago existe un parque nacional forestado con gran variedad de especies autóctonas y foráneas que brinda una zona de camping con todos los servicios.
El interés primordial es la visita de la represa, contándose con servicios a cargo de la Intendencia de Soriano. Se cuenta con hotel, búngalos, camping, todo en torno al parador municipal. Cuenta el parador con piscina, moteles con aire acondicionado, casas a disposición de los visitantes, policlínica y zona de camping. Es un sitio ideal para la realización de congresos y seminarios.
Es un apacible centro turístico, que sorprende por su paisaje y sus posibilidades turísticas, como deportes náuticos y pesca, especialmente la del dorado en el verano.

## Pueblo Palmar
Pueblo Palmar es un pequeño pueblo nacido como consecuencia de la construcción de la represa. Su acceso se encuentra en el kilómetro 271 de la Ruta 3. Está ubicado a 75 km de Mercedes. Inicialmente fue denominado "Coronel Lorenzo Latorre", pero en 1985 pasó a denominarse Palmar. De acuerdo al censo de 2004 Fase I cuenta con 471 habitantes.
Actualmente los pobladores son trabajadores de UTE y terceros (maestros, policías, comerciantes, etc.) y sus respectivas familias. Las viviendas construidas en el período de construcción de la represa son propiedad de UTE, que las dio en usufructo. Las de mejor calidad se construyeron para jerarcas e ingenieros que trabajaron en la etapa de construcción y las otras para los obreros. Actualmente se adjudica el tipo de vivienda de acuerdo al cargo que se posee en la empresa.
El pueblo cuenta con escuela con 8 maestros, liceo hasta quinto año y cursos móviles de UTU. Hay panadería, provisiones tienda y carnicería. La atención de la salud está a cargo de médicos de UTE. Funciona el Club Recreativo Palmar en lo que era, en época de la construcción de la represa, el club de los obreros.